# Казе Сан Мартино (Мачерата)
Казе Сан Мартино (итал. Case San Martino) насеље је у Италији у округу Мачерата, региону Марке.
Према процени из 2011. у насељу је живело 33 становника. Насеље се налази на надморској висини од 208 м.